# Eisenbahnunfall von Tüscherz
Der Eisenbahnunfall von Tüscherz war ein Frontalzusammenstoss zweier Züge beim Bahnhof Tüscherz an der Strecke Biel/Bienne–Neuchâtel am 2. Oktober 1942. Einer der Lokomotivführer war eingeschlafen und hatte dadurch ein Signal, das «Halt» zeigte, überfahren. Bei dem Unfall kamen elf Menschen ums Leben.

## Ausgangslage

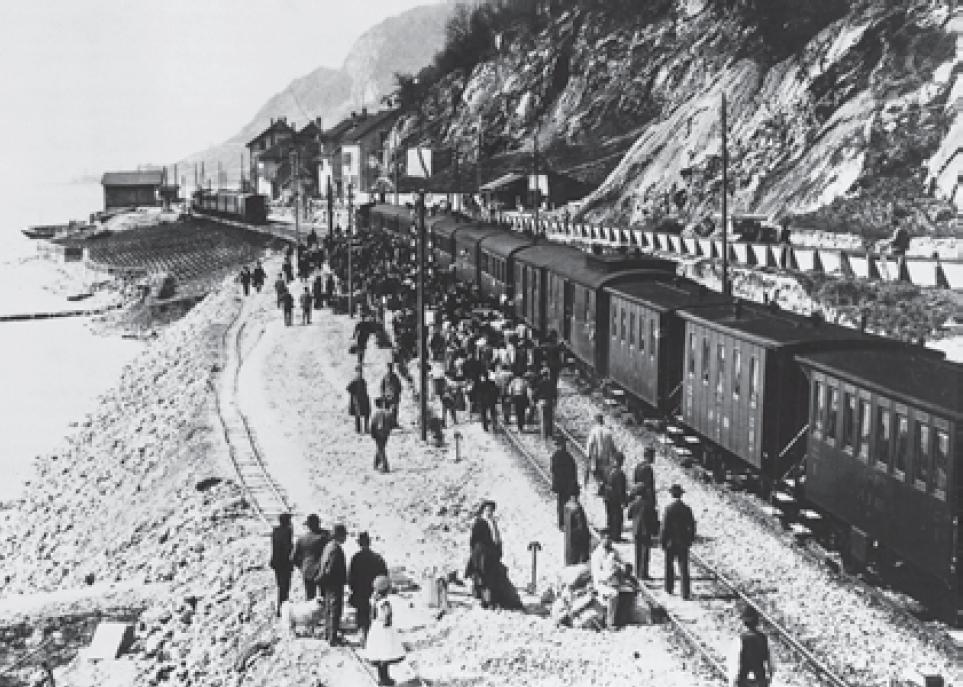
Bahnhof Tüscherz um 1900. Das Bild zeigt die eingleisige Strecke auf dem schmalen Uferstreifen zwischen Berghang und Bielersee.

Das Streckengleis der Bahnstrecke Biel/Bienne–Neuchâtel der Schweizerischen Bundesbahnen (SBB) war im Bereich von Tüscherz eingleisig. Zusammen mit einer Landstrasse teilt es sich einen schmalen Uferstreifen am Bielersee. Darüber befinden sich Weinberge. Auf der Bahnstrecke waren, wie damals üblich, nur die Einfahrsignale mit der Zugsicherung Integra-Signum ausgestattet.
Von Biel verkehrte an diesem Morgen als erster Personenzug nach Neuenburg (Neuchâtel) der Zug Nr. 1508, der den Bahnhof Biel/Bienne um 05:44 Uhr verlassen hatte. Er wurde von der Elektrolokomotive Ae 3/6 10680 gezogen und bestand aus drei vierachsigen Personenwagen (Drehgestellwagen), einem Gepäckwagen und einem Güterwagen. Höchstens 30 Passagiere reisten mit, die meisten Fahrgäste wurden an den Unterwegsbahnhöfen Richtung Neuenburg erwartet.
In der Gegenrichtung war der schwere Güterzug Nr. 643 aus Renens in Richtung Deutschland mit etwa 60 km/h unterwegs, der allerdings 13 Minuten Verspätung hatte. Er hatte insgesamt 120 Achsen und war mit der Ce 6/8 II 14279 bespannt. Dessen Zugführer war vor und bei der Einfahrt des Zuges in den Bahnhof Tüscherz damit beschäftigt, Papierkram zu erledigen. Der Kondukteur erstellte gerade privat für einen Bekannten einen Fahrplan. Beide achteten nicht auf die Signalstellung.
Die Kreuzung beider Züge hätte in Biel stattfinden sollen. Aufgrund der Verspätung des Güterzuges wurde sie aber ordnungsgemäss in den Bahnhof Tüscherz verlegt. Dabei sollte der Güterzug auf dem Durchfahrgleis halten und der Personenzug das Überholungsgleis nutzen. Entsprechend stellte der Fahrdienstleiter Weichen und Signale: Für den Güterzug gab er die Einfahrt in den Bahnhof frei, setzte aber das Ausfahrsignal für den Güterzug auf «Halt». Für den Personenzug zeigte bereits das Einfahrsignal «Halt». Dieses wäre erst freigegeben worden, wenn der Güterzug im Bahnhof gestanden hätte. Alle diese Hauptsignale wurden durch entsprechende Vorsignale angekündigt.

## Unfallhergang

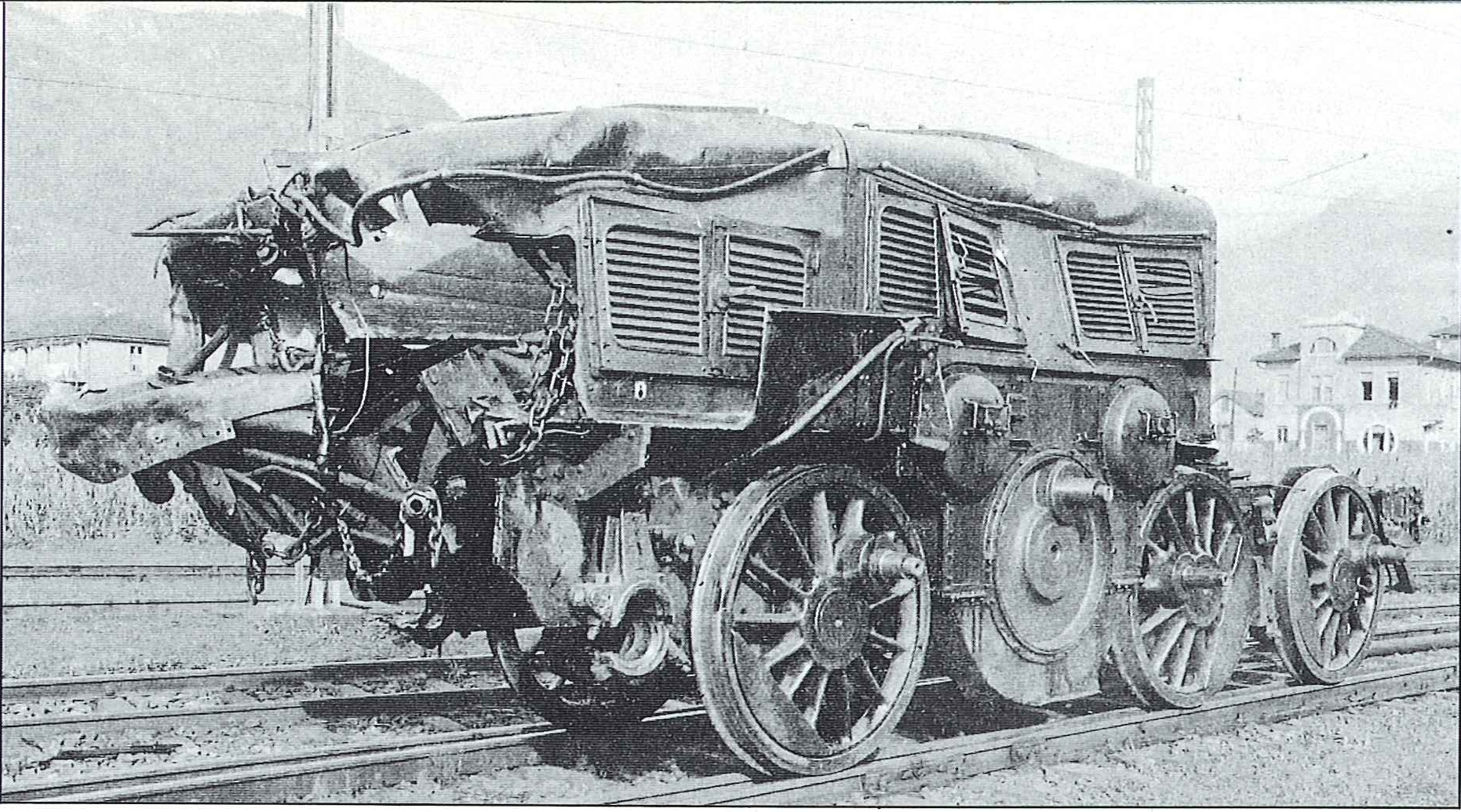
Vorbau der Ce 6/8 II 14279 nach dem Unfall

Der Lokomotivführer des Güterzugs war übermüdet. Vorschriftswidrig setzte er sich auf den Hocker, der für Betriebspausen vorgesehen war und bediente die Maschine sitzend. Dabei schlief er ein und bemerkte weder die Signalstellung noch den Bahnhofsvorstand von Tüscherz, der ihm ebenfalls noch einmal signalisierte, seinen Zug anzuhalten. Auch der Zugführer und der Kondukteur nahmen dies nicht wahr. Der Güterzug durchfuhr den Bahnhof Tüscherz ungebremst.
Der Lokführer des Personenzuges hatte dagegen das ihm «Halt erwarten» zeigende Vorsignal wahrgenommen, seinen Zug bereits auf 8 km/h abgebremst und befand sich kurz vor dem für ihn «Halt» zeigenden Einfahrsignal des Bahnhofs, als es zum Frontalzusammenstoss mit dem Güterzug kam. Die beiden Lokomotiven verkeilten sich ineinander. Zwei Personenwagen wurden angehoben, der erste Personenwagen schlug auf den auffahrenden zweiten Wagen auf und riss ihm eine Seitenwand weg. Nur in diesem unten liegenden Wagen waren Tote zu beklagen. Zwei Güterwagen stürzten in den See, drei weitere entgleisten und wurden schwer beschädigt. Die übrigen Fahrzeuge blieben weitgehend unbeschädigt.

## Folgen

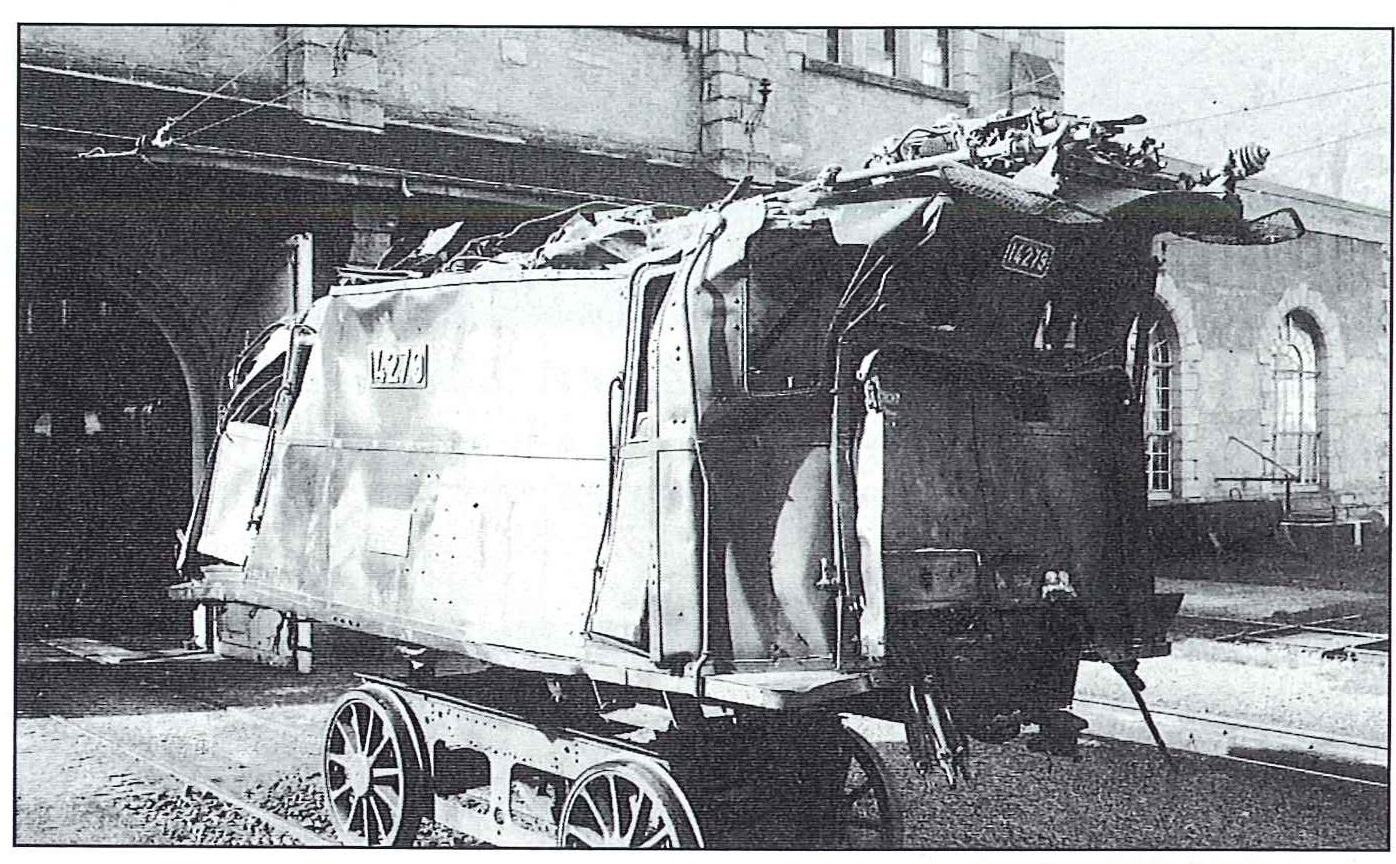
Mittelteil der verunfallten Ce 6/8 III vor der Hauptwerkstätte Bellinzona, wo die Krokodillokomotive wieder aufgebaut wurde
Die schwerbeschädigte Ae 3/6 I 10680 in der HW Zürich
Die schwerbeschädigte Ae 3/6 I 10680 in der HW Zürich
Zwei am Unfall beteiligten Personenwagen bei Ankunft in der HW Zürich

Es starben elf Menschen, 16 weitere Personen wurden so schwer verletzt, dass sie im Krankenhaus in Biel behandelt werden mussten.
Die Rettung der Verletzten erfolgte sehr schnell, so dass schon eine Stunde nach dem Unfall ärztliche Hilfe vor Ort nicht mehr erforderlich war. Das letzte Todesopfer konnte nach drei Stunden geborgen werden. Die Bergung der ineinander verkeilten Lokomotiven erwies sich in dem Gelände zwischen Berghang und Ufer allerdings als schwierig: Die Strecke blieb bis zum Morgen des 7. Oktobers 1942 gesperrt. Die schwer beschädigte Ce 6/8 II 14279 wurde in mehrere Teile zerlegt, aus denen sie in der Hauptwerkstätte in Bellinzona wieder aufgebaut wurde.
Der Unfall zog eine grosse Zahl von Schaulustigen an, so dass die Polizei die Strasse Richtung Biel für den Verkehr sperren musste. Daraufhin versuchten einige Schaulustige, sich mit Ruderbooten vom See her der Unfallstelle zu nähern.
Nach dem Unfall wurden die Sitzgelegenheiten auf allen Ce 6/8 umgehend entfernt. Erst ab 1946 erhielten die Führerstände wieder Sitzgelegenheiten für die Betriebspausen. Die beweglichen Klappsitze wurden so tief angeordnet, dass die Lokomotivführer nicht mehr sitzend aus den Fenstern sehen konnten.
Mitte Oktober 1943 fand der Strafprozess gegen den Lokomotivführer, den Zugführer und den Kondukteur des Güterzuges statt. Der Lokomotivführer wurde zu einer Freiheitsstrafe von einem Jahr auf Bewährung, der Kondukteur zu 20 Tagen Gefängnis auf Bewährung verurteilt, der Zugführer freigesprochen.
In den Dienstvorschriften der Bahn wurde ausdrücklich festgelegt, dass Zug- und Bahnhofspersonal bei der Durchfahrt eines Zuges Blickkontakt aufnehmen müssen. Ab 1943 wurden die Durchfahr-, die Ausfahrvorsignale und die Ausfahrsignale der SBB mit Integra-Signum ausgerüstet.